# Servando Gómez de la Cortina
Servando Gómez de la Cortina, (Cosgaya, 1739 - Tlahuelipan, 1795) fue un emigrante español oriundo de la Cantabria lebaniense que llegó a ser uno de los indianos más acaudalados de su época.
Salió de Cosgaya acompañando a su tío José Gómez de la Cortina —mercader y gran propietario—  rumbo a Nueva España donde José tenía importantes haciendas sobre las que fundó mayorazgo que vino a heredar su sobrino Servando. En México fue capitán del Regimiento de Milicias Urbanas. Condecorado con la Orden de Santiago y la Gran Cruz de Isabel la Católica, en 1783 alcanzó para sí y sus hijos el título de Conde de la Cortina otorgado por el rey español Carlos III.

## Biografía

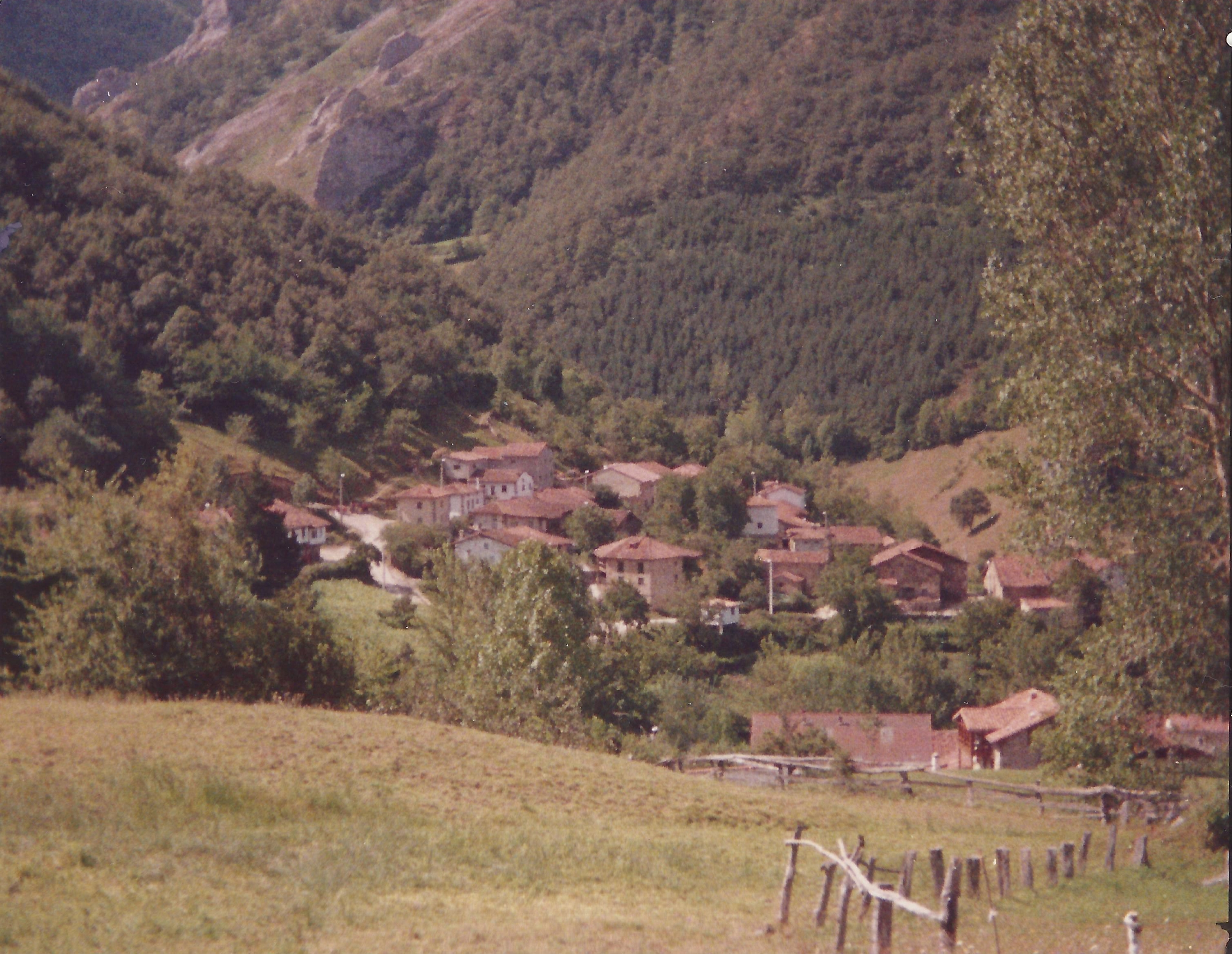
Vista de Cosgaya

Nació en Cosgaya  (Cantabria)  en el seno de la reconocida familia hidalga Gómez de la Cortina (reconocimiento desde 1584). Siendo muy joven fue reclamado por su tío José Gómez de la Cortina a quien acompañó en 1760 en uno de sus viajes desde Cádiz (España) a México como mercader en la Carrera de Indias. Su tío José le hizo heredero del mayorazgo que había fundado vinculado a las haciendas mexicanas de San Francisco (llamada más tarde San Servando) de Tlahuelilpan y Santa Bárbara. Junto a su tío administró dichas haciendas consiguiendo altos beneficios. Además se dedicó al negocio de la plata.

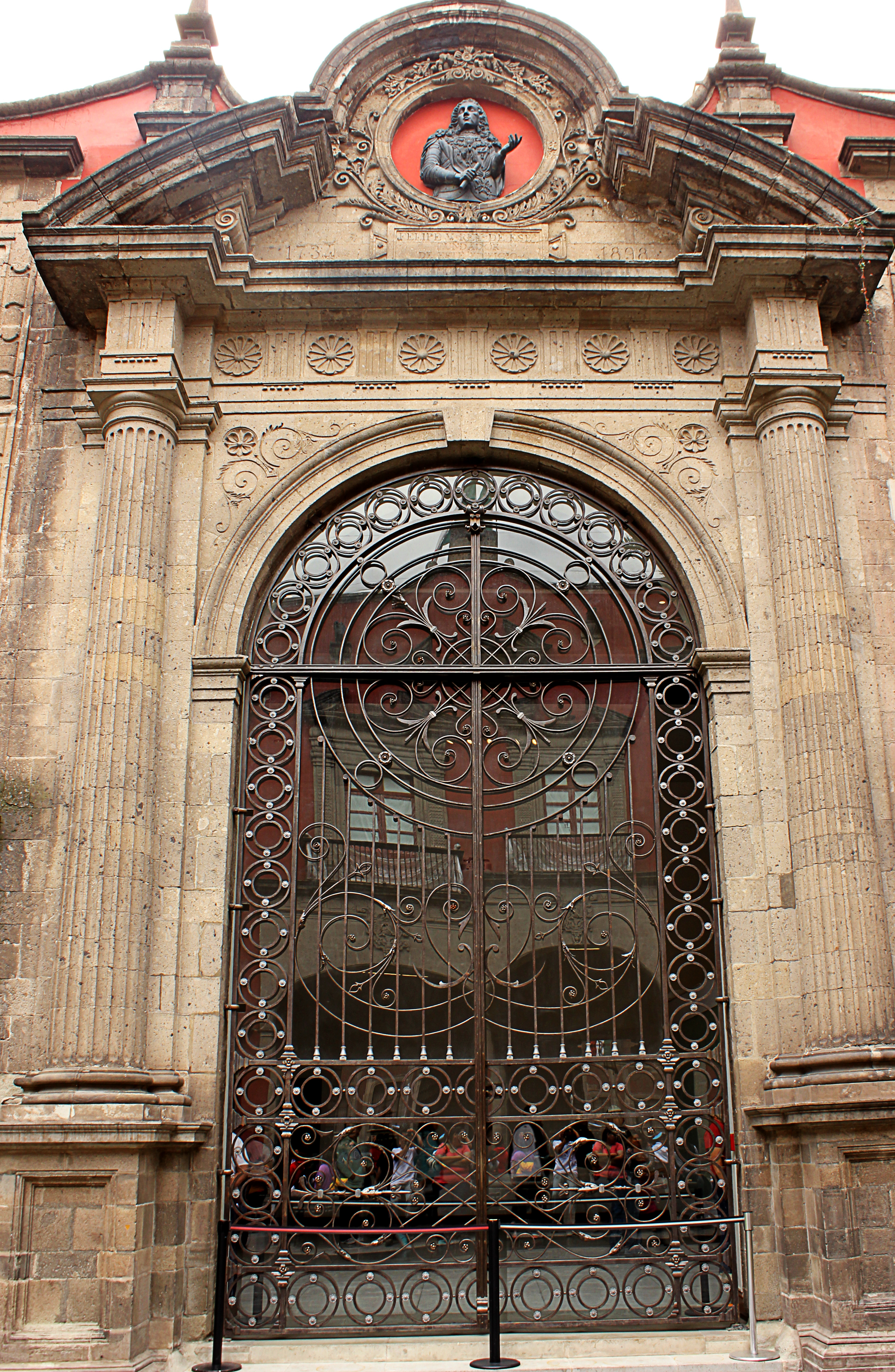
Antigua Casa de la Moneda de México

Llegó a ser capitán del Regimiento de Milicias Urbanas de la ciudad de México y más tarde ascendió a coronel de las Milicias Provinciales. Fue condecorado por sus méritos con la Orden de Santiago en 1793. Fue también familiar del Santo Oficio de la Inquisición. El 15 de enero de 1783 el rey Carlos III de España le concedió el título de Conde de la Cortina —previo vizcondado de San Servando—, «para sí y sus hijos», en agradecimiento por las campañas militares llevadas a cabo en México y por los préstamos que había hecho a la Casa de la Moneda de México.

Por cuanto por parte de vos D. Servando Gómez de la Cortina, Capitán del Regimiento de las milicias Urbanas de la ciudad de México, se me ha hecho presente por documentos, que descendiendo de familiares notoriamente ilustres de estos reinos, habíais conservado todos los honores y distinciones de vuestra nobleza esforzándoos a imitar el celo con que vuestros ascendientes manifestaron su amor a mi real servicio [...] he venido a condescender haciéndoos merced, como por la presente os hago de título de Castilla, con la designación de Conde de la Cortina

Siguiendo el protocolo, Servando tuvo que abonar 100.000 pesos a la Real Hacienda para cumplir con el impuesto  llamado Las Lanzas y Medias Annatas, y 50 000 pesos al rey Carlos III en concepto del título nobiliario.
Fue uno de los fundadores (1775) en México de la Congregación del Santísimo Cristo de Burgos que tuvo su capilla de Montañeses en la iglesia de San Francisco donde se conservaba un retrato suyo. y además fue diputado de dicha congregación.
Se casó en México con María de la Paz Gómez Rodríguez de Pedroso, natural de la ciudad de México, hija del secretario del virreinato Alonso Gómez de Bárcena y nieta de los condes de San Bartolomé de Jala.
En esta misma ciudad en 1779 nació su hija llamada María Ana Gómez de la Cortina, única heredera del título y del patrimonio.
Servando reclamó a su sobrino Vicente Gómez de la Cortina y Salceda —hijo de su hermano Pedro Antonio Gómez de la Cortina, vecino de Salarzón— para que le ayudara en la administración de su hacienda, tal y como había hecho con él mismo su tío José Gómez de la Cortina. Casó a su única hija con este sobrino. Con esta unión se pudo conservar el título nobiliario dentro de la varonía y sin perder el apellido.
Era costumbre entre los emigrantes llamados indianos y que habían triunfado y habían llegado a poseer una gran fortuna beneficiar de alguna manera su pueblo natal. Servando mandó edificar en Cosgaya una nueva iglesia consagrada a Nuestra Señora de la Asunción. También en Cosgaya mandó construir una escuela dotándola para su mantenimiento.
Murió en México el 23 de octubre de 1795.